# اتو شیرمر
اُتو شیرمر (انگلیسی: Otto Schirmer؛ ‏ ۱۳ دسامبر ۱۸۶۴ – ۶ مهٔ ۱۹۱۸) چشم‌پزشک و استاد دانشگاه اهل امپراتوری آلمان بود. وی دانش‌آموختهٔ دانشگاه گرایفسوالت بود و مدتی رئیس بخش چشم‌پزشکی همان دانشگاه بود و سپس استاد چشم‌پزشکی دانشگاه کیل و دانشگاه استراسبورگ شد. وی در سال ۱۹۰۹ به نیویورک مهاجرت کرد و در «بیمارستان چشم‌پزشکی یاکوب هرمان کناپ» مشغول به کار شد. او پژوهش‌های بافت‌شناسی و بیوشیمیایی بر روی آب‌مروارید، پژوهش‌های گسترده بر روی فیزیولوژی و بافت‌شناسی دستگاه اشکی و همچنین یک مطالعه دقیق بر روی کراتیت رُزاسه انجام داد. امروزه نام وی به‌واسطهٔ تست شیرمر در یادها مانده است. کتاب «بیماری سمپاتیکی چشم» را وی در سال ۱۹۰۵ منتشر کرد.